# Opération Mousquetaire
Crise du canal de Suez
L'opération Mousquetaire est une opération militaire franco-israélo-britannique qui, durant la crise du canal de Suez en 1956, vit des unités de ces pays intervenir pour envahir le canal de Suez, nationalisé par le colonel Nasser, raïs d’Égypte. Appelée « l'affaire du canal » en Europe, et considérée en Égypte comme « une triple et lâche agression » de la France, du Royaume-Uni et d'Israël, la crise de Suez prend fin le 7 novembre à la suite des menaces soviétiques et semonces américaines, tournant à l'avantage diplomatique pour Nasser.

## Contexte
Axe de circulation stratégique et commercial, en particulier pour les pays liés avec les États du Golfe persique, le canal de Suez était propriété de société franco britannique. Après le départ des troupes britannique d'Égypte (1951), la démilitarisation du canal le laisse sous la menace d'une nationalisation par le nouveau pouvoir issu du coup d'État des colonels Neguib puis Nasser (1952/53). Celui-ci affirme une position pancrace, menace Israël de blocus et aide le FLN algérien contre les Français, tout en s'affirmant à Bandoung comme leader du tiers monde. Lorsque le journal officiel égyptien publie en 1956 la loi nationalisant la Compagnie universelle du canal de Suez, Français et Britanniques décident de répondre militairement. Ils escomptent sur un soutien passif des USA, l'Égypte ayant acheté des armes a l'URSS et étant en froid avec Eisenhower, qui a refusé de participer au financement des travaux du barrage d’Assouan. Pour la France, c'est aussi le moyen de mettre fin à l'aide financière et militaire que fournit l'Égypte au FLN algérien: l’Égypte abrite sa direction, finance son armement et se fait son porte voix à l'ONU.
Contre l’avis de l’opinion internationale, la France et le Royaume-Uni préparent une opération d’envergure baptisée « Musketeer » (Mousquetaire), pour les Britanniques et « opération 700 » pour les Français.
Cette opération, si elle est une victoire militaire pour les deux pays, se termine par un rapide retrait à la suite de l'intervention politique des États-Unis et de l'Union soviétique.

## Déroulement
La mission est de prendre le contrôle du canal. Le plan (nom de code « Terrapin ») prévoit également une offensive israélienne contre l’Égypte qui débutera le 29 octobre.
Les États-Unis, en période électorale ne tiennent pas à voir éclater un nouveau conflit. Ils hésitent, une fois de plus, à respecter un de leurs traités du Pacte Atlantique.
Le commandement de l’opération est britannique, les Français ne conservant que le commandement de leurs unités, sans pouvoir de décision. Le général Keightley, secondé par l’amiral Pierre Barjot, en est le commandant en chef.
Le 26 août, une force navale d’intervention est mise en œuvre. La force terrestre est forte de 60 000 hommes, mais seulement 15 000 seront employés. Les Français, commandés par le général André Beaufre, forment la force « A ».
L'opération se déroule selon un plan mis au point auparavant lors d'une réunion à Sèvres, dans la maison d'un ami du ministre Bourgès-Maunoury (du 22 au 24 octobre), entre français, britanniques et israéliens (Ben Gourion est présent en personne). Les négociations sont difficiles car le plan prévoit une attaque de l'Égypte par Israël et ensuite une intervention franco-britannique pour faire cesser officiellement les combats entre Israéliens et Égyptiens. Ce plan se heurte à des réticences de la part des israéliens qui ne veulent pas se retrouver dans le rôle de l'agresseur.
- Le 29 octobre, l'armée israélienne attaque l'Égypte au Sinaï et arrive assez rapidement en vue du canal de Suez. Aussitôt la France et le Royaume-Uni enjoignent à Israël et à l'Égypte de cesser les combats et de se retirer à une quinzaine de kilomètres du canal de Suez. L'Égypte refuse l'ultimatum. En représailles, le 31 octobre, la France et le Royaume-Uni effectuent des bombardements d’aviation à partir de Malte et de Chypre puis des forces navales en Méditerranée. Le 1er novembre, les alliés repoussent la résolution de l’ONU, malgré la mise en garde de l’ONU, des États-Unis et de l’URSS.
- La 2e phase suit à partir du 5 novembre 1956, par une opération aéroportée, baptisée « Amilcar » pour les Français ou « Hamilcar », pour les Britanniques. Cette opération aéroportée est composée de quatre bataillons britanniques, qui sautent sur le terrain de Gamil, à 10 kilomètres à l’ouest de Port-Saïd ; du 2e régiment de parachutistes coloniaux commandé par le colonel Chateau-Jobert, alias Conan, largué avec des éléments de la 1re section de la 60e compagnie du génie aéroporté sur l’usine des eaux à l’entrée de Port-Saïd et au sud de Port-Fouad. Le premier échelon du 2e régiment de parachutistes coloniaux, saute sur Port Saïd. La configuration du terrain impose un largage à très basse altitude (150 m) qui constitue un record en opérations militaires. Grâce à l'effet de surprise, à 8 h 45, le régiment a atteint tous ses objectifs. Dans l'après-midi, la seconde partie du régiment et de la 1re section de la 60e compagnie du génie aéroporté saute sur Port-Fouad aux ordres du lieutenant-colonel Fossey-François, où elle rencontre plus de résistance.
- La 3e phase termine le dispositif par les principaux débarquements amphibies qui ont lieu les 6 et 7 novembre. Le Royaume-Uni est forte de la 3e brigade de commandos des « Royal Marines », d’un régiment de blindé, d’un escadron du génie, de deux bataillons de la 16e brigade parachutiste. La France aligne le 1er REP, trois commandos de marine, un escadron de chars AMX-13, un escadron de chars Patton et trois sections de la 60e compagnie du génie aéroporté.

Sous la pression du monde entier, le Royaume-Uni, puis la France, sont contraintes d’accepter un cessez-le-feu.
Les troupes de l’ONU débarquent le 27 novembre. Le 22 décembre, la force d’intervention quitte l’Égypte. Dix Français et vingt-deux Britanniques ont été tués. Il y a cent trente soldats blessés, dont trente-trois français. Les pertes égyptiennes sont évaluées à 203 morts

## Unités participantes

### France
Les unités chargées d'intervenir sont principalement issues de la 10e division parachutistes qui est renforcée et atteint un effectif de 8 300 hommes :
- 2e RPC (11 morts et 41 blessés)
- une centaine du 11e Choc (3 morts)
- la 1re CLA de Kehl qui constitue le noyau dur de la base aéroportée (unité de livraison par air chargée du largage des parachutistes et du ravitaillement par voie aérienne)
- 1er REP
- 4 commandos de marine :
  - Commando Jaubert,
  - Commando de Montfort,
  - Commando de Penfentenyo,
  - Commando Hubert
- 2e escadron du 2e REC (chars AMX-13)[4],[5]
- 1er escadron du 8e régiment de Dragons (chars M47 Patton)[6]
  - Soit un total de 35 chars[7].
- Une compagnie du génie aéroporté : 60e CGAP issue du 17e Bataillon du génie aéroporté

Pour les unités aériennes :
- La 3e Escadre de Chasse avec la participation des escadrons de Chasse 1/3 Navarre, 3/3 Ardennes et quelques pilotes du 2/3 Champagne, équipés alors de F-84F basés sur la base d'Akrotiri à Chypre.
- 18 Mystère IVA, provenant des 1/2 Cigogne, 3/2 Alsace, et 18 F-84F prélevés sur les escadrons 1/1 Corse, 2/1 Morvan et 3/1 Argonne stationnent clandestinement sur les terrains de Ramat-David et Lod Tel-Aviv. Ils opèrent sous cocarde israélienne et assurent la protection aérienne des agglomérations ou accompagnent les Mystère de Tsahal dans leurs missions d'appui au sol[8].

Pour les unités navales, 30 navires français dont :
- Le cuirassé Jean Bart[9]
- Le porte-avions La Fayette[10]
- Le porte-avions Arromanches[10]
  - À bord, 36 Vought F4U Corsair et des Grumman TBF Avenger de l'aéronavale[10].
- Le croiseur Georges Leygues[9], navire-amiral de l'expédition à Suez[11].
- Une escorte de contre-torpilleurs[9] : "Le Bordelais", "Le Boulonnais", "Le Brestois", "Le Corse", "Berbère", "Malgache", "Soudanais", "Touareg", "Bambara", "Kabyle", "Arabe", "Sakalave".
- Les sous-marins Créole et Laubie
- Les pétroliers ravitailleurs : "Elorn", "Le Baïse", "Roussillon", "Sahel", "Benzène"
- Un navire hôpital : "La Marseillaise".
- Des navires de débarquement: LSD "La Foudre" (A646), LCT 9070, 9071, 9083, 9084, LST "Rance", "Laïta", "Odet", "Cheliff", "Pachyderme", "Orne", "Lac Tchad", LCH (landing craft headquarter) 9055.

#### Légion étrangère au sein du dispositif
Un escadron blindé du 2e REC, commandé par le capitaine Abraham avec l’adjudant Degueldre comme adjudant d’unité, est intégré au 1er REP à Zeralda, avant de rejoindre la base de départ à Chypre. Avec les autres unités françaises, il a pour mission de s’emparer dans la zone de Port Fouad des points sensibles et de faire la liaison avec les éléments du 2e RPC, parachutés au Sud. Le groupement est commandé par le lieutenant-colonel Brothier, chef de corps du 1er REP. Tous les objectifs sont atteints par les compagnies. Le 7 novembre à 8 h, toutes les unités se rassemblent prêtes à marcher vers El Qantara. Une demi-heure plus tard, le cessez-le-feu est ordonné et les troupes doivent rester sur leurs positions et n’ouvrir le feu que si elles sont attaquées. La section du lieutenant Ysquierdo du 1er REP, représente l’avant-garde française d’El Qantara et maintient jour et nuit un poste de surveillance, au PK 37,5, à 800 mètres des lignes égyptiennes. Fin décembre, les troupes rembarquent à destination de l’Algérie.

### Royaume-Uni
- 3e bataillon du Parachute regiment
- 3e brigade de commandos des « Royal Marines »,
- Un régiment de blindé,
- un escadron du génie,
- 2 bataillons de la 16e brigade parachutiste.

La Royal Navy déploie, entre autres cinq porte-avions, les HMS Albion (R07) (en), HMS Bulwark (R08), HMS Eagle (R05), HMS Ocean (R68), et HMS Theseus (R64), ces deux derniers étant utilisés comme Landing Platform Helicopter et avec 28 hélicoptères ont effectué la première opération de débarquement héliportée de l'Histoire en déployant 650 commandos et 20 tonnes de matériels le 6 novembre à Port-Saïd.